# Halberstadt Hauptbahnhof
Halberstadt Hauptbahnhof ist der größte Bahnhof der Stadt Halberstadt im Landkreis Harz. 1843 wurde ein Kopfbahnhof eröffnet. 1868 ging ein neuer Durchgangsbahnhof an anderer Stelle der Stadt in Betrieb. Die erste Verbindung von Halberstadt aus wurde nach Magdeburg angeboten. In den nächsten Jahrzehnten kamen noch zwei weitere Strecken hinzu. Im Zweiten Weltkrieg erlitt der Bahnhof schwere Schäden. Zwischen 2008 und 2010 fanden umfangreiche Modernisierungsarbeiten statt. Das Empfangsgebäude steht unter Denkmalschutz, das Bahnbetriebswerk wurde im Jahr 2016 abgerissen.
Am 15. Dezember 2024 wurde der Name der Station offiziell geändert und lautet seit diesem Zeitpunkt Halberstadt Hbf.

## Lage
Der Durchgangsbahnhof, der seit 1868 existiert, befindet sich im Nordosten der Stadt. Er liegt an der Straße Hinter dem Personenbahnhof und an der Bahnhofstraße. Die Strecke nach Magdeburg zweigt etwa 500 Meter weiter westlich ab, nach Thale geht es geradeaus Richtung Osten. Nach Vienenburg führt die Strecke in Richtung Westen. Nach Süden zweigt die Strecke über Langenstein nach Blankenburg ab.

## Geschichte

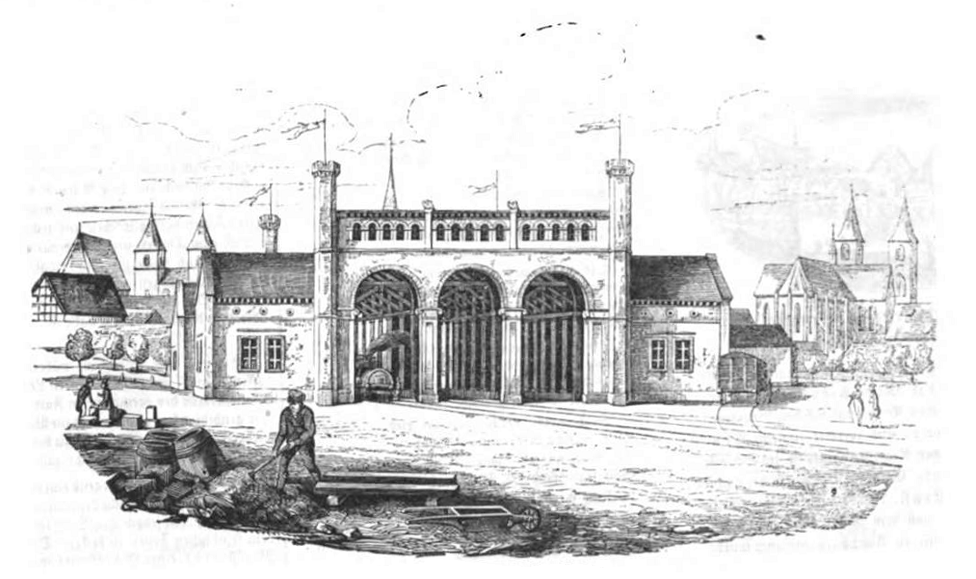
Abbildung der ersten Halberstädter Bahnhofs an der Schützenstraße

Am 21. März 1842 begann der Bau des Halberstädter Bahnhofes im Auftrag der dafür gegründeten Magdeburg-Halberstädter Eisenbahngesellschaft. Der Bahnhof befand sich zunächst an der Schützenstraße und verfügte über acht Gleise. Der erste Güterzug fuhr am 1. Juli 1843 um 10 Uhr in den Bahnhof ein. Am 15. August wurde er schließlich für den Personenverkehr feierlich eröffnet. Er war als Kopfbahnhof angelegt. In den ersten Jahren fuhren zwei Zugpaare täglich. Am 2. Januar 1844 wurde der Güterverkehr zwischen Magdeburg über Oschersleben nach Halberstadt aufgenommen. Ab 1860 wurde der Teilabschnitt nach Thale gebaut. Am 2. Juni 1864 befuhr der erste Zug diese Strecke. Am 26. November 1860 wurde vom Regierungspräsidium in Magdeburg die Konzession zum Streckenausbau an die Magdeburg-Halberstädter-Eisenbahngesellschaft erteilt und am 18. April 1861 mit den Bauarbeiten zum Streckenausbau von Halberstadt über Quedlinburg nach Thale begonnen. Mit der Zuglok „Falkenstein“ verließ am 2. Juni 1864 der erste Zug Halberstadt in Richtung Thale. Am 13. April 1864 wurde die Konzession für eine Strecke über Aschersleben in Richtung Bernburg erteilt. Die Inbetriebnahme der Strecke erfolgte am 10. Oktober 1866. Damit gab es eine Verbindung in Richtung Norden, Osten und Südosten. Aufgrund des ständigen steigenden Verkehrsaufkommens wurde ab 1865 überlegt, einen Durchgangsbahnhof außerhalb der Stadt zu errichten. Bei vielen Bürgern Halberstadts fand diese Idee wenig Zustimmung. Doch die Eisenbahngesellschaft konnte ihr Vorhaben umsetzen.
Am 1. August 1868 ging der Bahnhof an seiner heutigen Stelle als Durchgangsbahnhof in Betrieb, am 1. März 1869 konnte damit die Strecke nach Vienenburg eröffnet werden. Die bereits bestehenden Anlagen wurden ab diesem Zeitpunkt als Güterbahnhof genutzt. Das erste Bahnhofsgebäude blieb nicht erhalten. Nachdem die preußische Staatsbahn die Magdeburg-Halberstädter Eisenbahngesellschaft übernommen hatte, wurde der Rangierbahnhof auf 14 Gleise erweitert. Ebenso wurde ein neues Stellwerk errichtet, um den zunehmenden Verkehr auch durch die zwischenzeitlichen Streckenerweiterungen nach Halle (Saale) und Wernigerode–Bad Harzburg abzufertigen. Weitere Erweiterungen fanden 1904–1908 statt, wo zwei neue Ablaufberge, ein Wasserturm und die Wehrstedter Brücke errichtet wurden.
Halberstadt entwickelte sich immer mehr zu einem bedeutenden Bahnknoten. Der Höhepunkt waren die 1920er-Jahre. 1939 wies der Bahnhof eine Ausweitung von 4,8 km auf. Es entstanden zwei Betriebswerke für Lokomotiven, ein Ausbesserungswerk, eine Expressgutabfertigung und etliche Anschlussgleise zu örtlichen Unternehmen.
Halberstadt wurde während des Zweiten Weltkriegs am 7. und 8. April 1945 von amerikanischen Truppen bombardiert. Da ein Kommandeur eines im Bahnhof stehenden Sonderzuges der Wehrmacht das Lokpersonal zwang, seinen Zug aus dem Bahnhof herauszuziehen, konnte entgegen der Dienstanweisung ein auf dem Rangiergleis stehender Munitionszug nicht auf das freie Feld gezogen werden. Als ein Flak des Munitionszuges das Feuer eröffnete, wurde der Bahnhof durch die Jagdbomber der US Air Force unter Beschuss genommen. Nachdem der Gasometer explodierte, wurde auch der Munitionszug getroffen, welcher den Bahnhof, die Dienststellen sowie anliegende Wohn- und Industriegebäude zerstörte. Der entstandene Krater machte den Bahnhof bis Kriegsende unbenutzbar. Beim zweiten Angriff am 8. April wurde auch der westliche Bahnhofsbereich mit Ausbesserungswerk sowie die östliche Ausfahrt schwer getroffen. Insgesamt wurden 45 Lokomotiven und hunderte von Personen- und Güterwaggons zerstört, 80 % der Gleisanlagen waren nicht mehr benutzbar. Nachdem mit dem Aufbau der Gleisanlagen begonnen wurde, konnte der erste Zug am 19. Mai 1945 wieder in Richtung Westen fahren. Der Betrieb in Richtung Osten wurde am 16. Juni wieder aufgenommen. Bis die Stellwerke Hr1 und HR2 1952 wieder arbeiteten, mussten die Weichen per Hand- oder Schlüsselweiche manuell gestellt werden. Am 1. Juli 1945 kam Halberstadt unter sowjetische Verwaltung. Richtung Westen fuhren Züge von Halberstadt nurmehr bis Wernigerode und Stapelburg, die Verbindung über die innerdeutsche Grenze nach Vienenburg wurde abgebaut. Bis 1952 konnten verschiedene Betriebsanlagen wieder instand gesetzt werden. Das Stellwerk Hr1 wurde bis 1974 betrieben.
Nach dem Krieg wurde nur wenige unbedingt notwendige Reparaturen vorgenommen. Das steigende Frachtaufkommen (bis zu 18.000 Tonnen) in den 1950- und 1960er Jahren zwang zur erneuten Erweiterung. Im Bereich des alten Kopfbahnhofes wurde eine neue Stückgutabfertigung errichtet, 1974 kam ein Güterschuppen im Bereich der Schützenstraße hinzu. Von 1968 bis 1970 erhielt das Empfangsgebäude anlässlich des 20. Jahrestag der DDR eine Vorhängefassade aus Wellblech. Im Bahnhofsgebäude wurden Wandfliesen angebracht. Aufgrund des Wellbleches wurde in Halberstadt der Bahnhof oft als „Sardinendose“ bezeichnet. Teile dieser Verkleidung waren noch 2006 zu sehen.

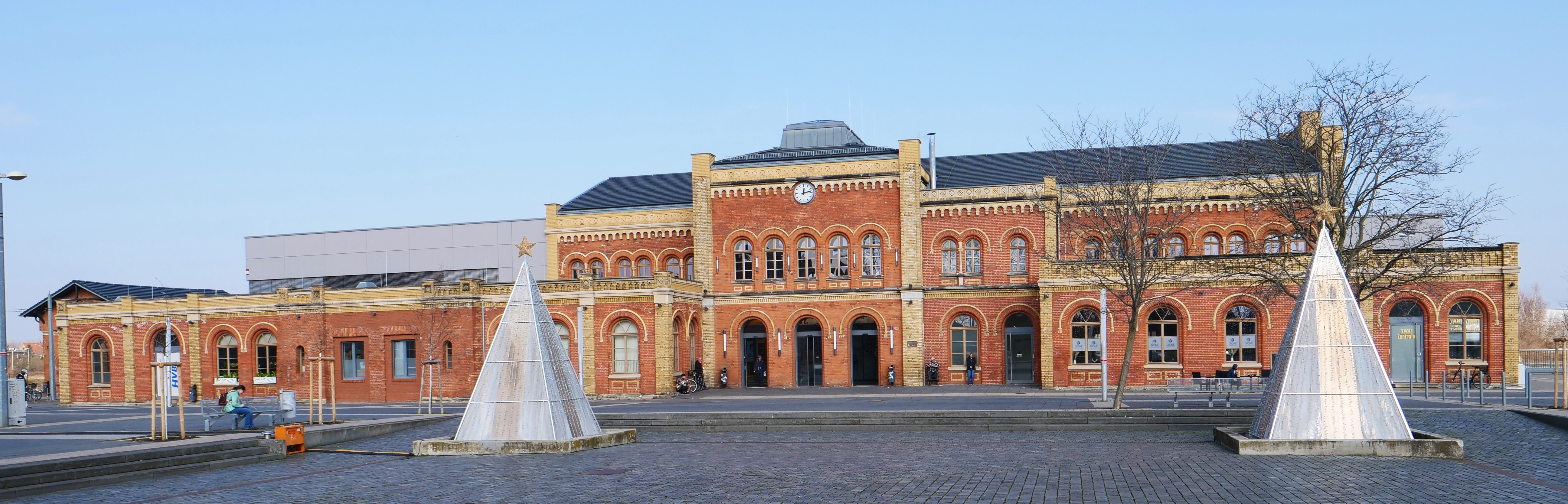
Bahnhofsgebäude bei Tage

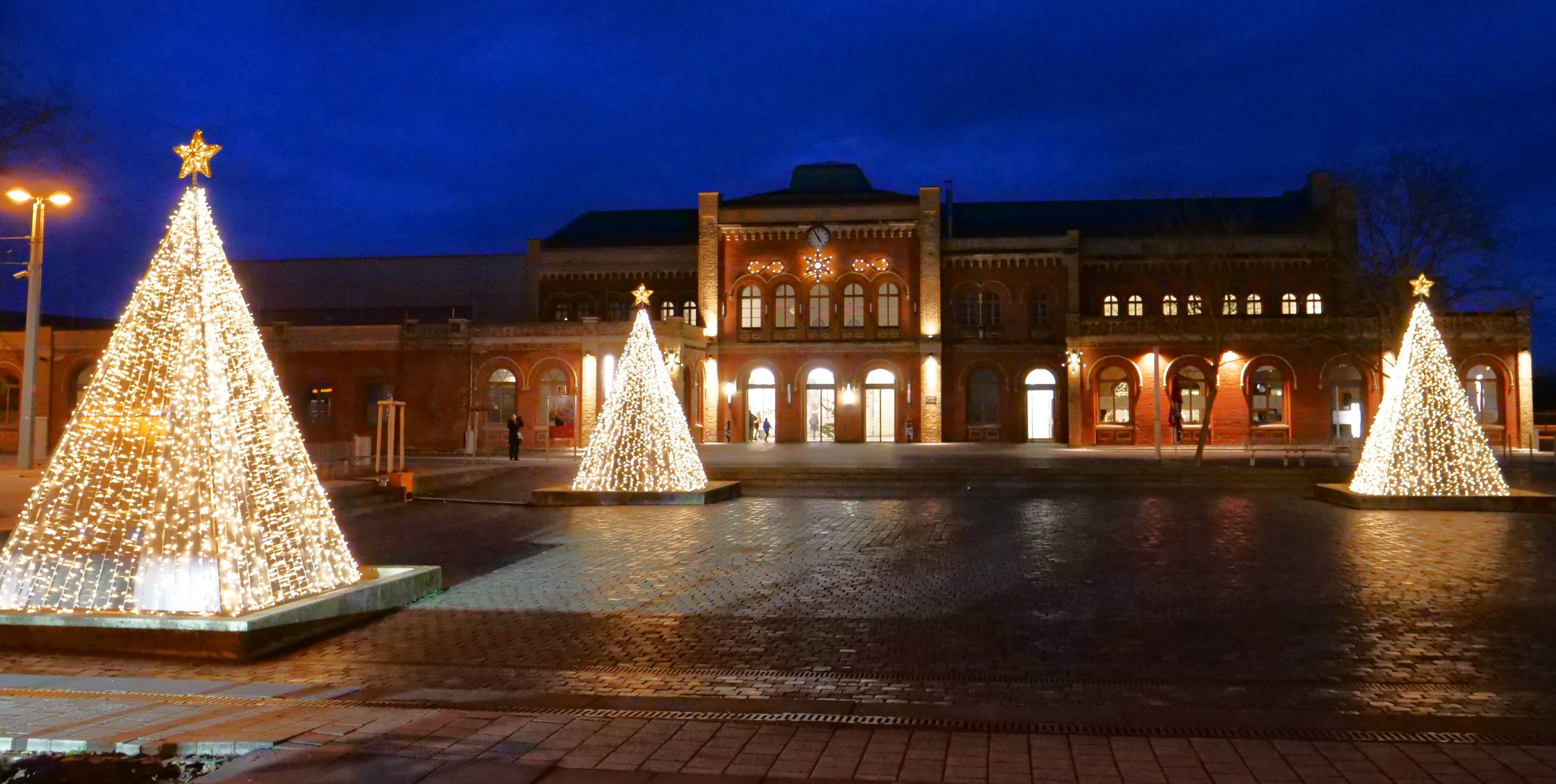
Bahnhof mit Vorplatz im Lichterglanz

Pläne für eine Sanierung, bei der noch alte Bauelemente erhalten bleiben würden, gab es bereits 2005. Sanierung und Denkmalschutz waren hauptsächlich privaten Investoren zu verdanken. Das Land Sachsen-Anhalt beteiligte sich mit 10,2 Millionen Euro an dem Bauvorhaben. Die ersten Arbeiten begannen im August 2008. Das Gebäude wurde dazu 2008 von der NOSA GmbH, einer Holding der Stadt Halberstadt erworben. Der Bahnhofsvorplatz wurde neu gestaltet, der Busbahnhof verlegt und die Straßenbahnhaltestelle neu errichtet. Die Blechfassade wurde beseitigt und Gebäude fast vollständig entkernt. Im August 2010 war das Empfangsgebäude fertiggestellt. Die feierliche Eröffnung fand am 15. August statt. Die tatsächlichen Umbaukosten betrugen rund 8,2 Millionen Euro. Mehrere Geschäfte befinden sich dort.
Der Wasserturm an der Wehrstedter Brücke befindet sich seit 2007 in Privatbesitz und ist an einigen Tagen im Jahr geöffnet. Eine geplante gastronomische Nutzung wurde wegen hoher Sanierungskosten bisher nicht realisiert.
Am 29. August 2011 wurde der Bahnhof als Bahnhof des Jahres in der Kategorie Kleinstadtbahnhof ausgezeichnet. Seit 2014 trägt der Bahnhof die Bezeichnung Kulturbahnhof.
2011 wurden etwa 3350 Reisende pro Tag am Bahnhof gezählt.

## Anlagen

### Bahnsteige und Gleise
1950 verfügte der Bahnhof in Halberstadt über zwei Bahnsteige. Bei dem zweiten Bahnsteig handelte es sich um einen Mittelbahnsteig. Seine Länge betrug 312 Meter. Der erste Bahnsteig, direkt am Empfangsgebäude liegend, war deutlich länger als der zweite. Zwischen den beiden Bahnsteigen befand sich noch ein drittes Durchfahrtsgleis.
1981 existieren ebenso noch die beiden Bahnsteige. Der Bahnhof hatte damals 157 Weichen und drei Ablaufberge.
Heute verfügt der Bahnhof insgesamt über fünf Bahnsteiggleise. Sie sind von 1 bis 5 nummeriert. Bahnsteig 1 ist 320 Meter lang. Alle anderen haben eine Länge von 120 Metern.
Des Weiteren fungiert ein quasi sechster Bahnsteig mit der Bezeichnung 1a mit einem Stumpfgleis häufig als An- und Abfahrtpunkt der Züge Richtung Blankenburg.

### Bahnbetriebswerk
Bis 2003 bestand das Bahnbetriebswerk in Halberstadt. Sehr große Bestände der DR-Baureihe 50.35 waren dort zugeteilt. Es war das letzte Dampflokomotiven-Bahnbetriebswerk der Deutschen Reichsbahn.

## Verkehrsanbindung

### Zug
Halberstadt wird ausschließlich durch Züge von Regionalverkehre Start Deutschland bedient. Eingesetzt werden seit dem 9. Dezember 2018 nur Dieseltriebwagen der Baureihe 1648 LINT. In den Jahren zuvor fuhren auch Triebzüge der Baureihen 612 RegioSwinger, 640 LINT und 642 Desiro Classic. Seit 2005 besteht darüber hinaus eine umsteigefreie Verbindung am Wochenende aus/in Richtung Potsdam und Berlin.
| Linie                    | Linienverlauf                                                                     | Takt (min)                                                |
| ------------------------ | --------------------------------------------------------------------------------- | --------------------------------------------------------- |
| HBX                      | Berlin – Potsdam – Magdeburg – Halberstadt – (Flügelung) Goslar / Thale           | 0Fr–So                                                    |
| RE 4                     | Halle (Saale) – Aschersleben – Halberstadt – Wernigerode – Vienenburg – Goslar    | 120                                                       |
| RE 11                    | Magdeburg – Oschersleben (Bode) – Halberstadt – Quedlinburg – Thale               | 060                                                       |
| RE 21                    | Magdeburg – Oschersleben (Bode) – Halberstadt – Wernigerode – Vienenburg – Goslar | 120                                                       |
| RE 24                    | Halle (Saale) – Könnern – Aschersleben – Gatersleben – Halberstadt                | 120                                                       |
| RE 31                    | Magdeburg – Oschersleben (Bode) – Halberstadt – Langenstein – Blankenburg (Harz)  | 120 (Magdeburg–Halberstadt) 060 (Halberstadt–Blankenburg) |
| RB 44                    | Halberstadt – Wegeleben – Gatersleben – Frose – Aschersleben                      | einzelne Züge                                             |
| Stand: 15. Dezember 2024 |                                                                                   |                                                           |

### Bus und Straßenbahn
Am Bahnhofsvorplatz halten zwei Straßenbahn- und eine Bus- sowie eine Abendlinie, die ab 18:30 Uhr bis 22:30 Uhr die größeren Stadtteile anfährt, der Halberstädter Verkehrs-GmbH.
Südöstlich des Bahnhofs befindet sich der Busbahnhof, von dem im laufenden Fahrplan neun Regionalbuslinien und vier AST-Linien der Harzer Verkehrsbetriebe verkehren. Im Stundentakt verkehrt der PlusBus des Bahn-Bus-Landesnetz Sachsen-Anhalt nach Osterwieck über Dardesheim und weiter im Zweistundentakt nach Vienenburg. Diese Linie war nach der Abbestellung der Züge auf der Bahnstrecke Heudeber-Danstedt–Osterwieck eingerichtet worden.

### Individualverkehr
Am Bahnhof stehen 157 Kfz-Parkplätze und 20 Fahrradstellplätze zur Verfügung. Ebenso wurde eine Ladestation für Elektroautos installiert.

## Trivia
- Für den Microsoft Train Simulator existiert ein Add-on Rübelandbahn, welches auch den Bahnhof Halberstadt (vor dem Umbau) detailgetreu abbildet.